# José Luis Gimeno
José Luis Gimeno Ferrer (n. Brihuega, Guadalajara, Castilla-La Mancha, España, 20 de febrero de 1942) es un político y arquitecto español. Es miembro del Partido Popular desde su fundación.
Fue durante diez años el Alcalde de Castellón de la Plana (1995-2005).

## Biografía
Nacido en el municipio de Brihuega, el día 20 de febrero de 1942.
Sus abuelos son los también políticos, Norberto Ferrer y Vicente Gimeno Michavila.
Es arquitecto de profesión.
Años atrás había formado parte de la Coordinadora pro Libertad de Enseñanza en Valenciano, donde se oponía a la obligatoriedad de la enseñanza de la lengua valenciana.
Inició su carrera política como militante de Alianza Popular (AP) y seguidamente tras su disolución, pasó a militar en el Partido Popular (PP). Ya en 1987, comenzó siendo Concejal en el Ayuntamiento de Castellón de la Plana.
Posteriormente el 15 de junio de 1995, pasó a ser el nuevo Alcalde de la ciudad de Castellón, en sucesión de Daniel Gozalbo Bellés. Años más tarde, el día 29 de enero de 2005 dimitió del cargo y en su lugar pasó a ocupar la alcaldía Alberto Fabra Part. 
Tras su dimisión fue nombrado por el entonces Presidente de la Generalitat Valenciana, Francisco Camps, como Consejero Delegado de Castellón Cultural, donde se le encomendó la tarea de sacar hacia adelante el proyecto de la Ciudad de las Lenguas. Finalmente el 17 de diciembre de 2012 fue cesado de este cargo por el Gobierno Valenciano.

## Controversia
Durante sus legislaturas como alcalde, ha sido marcado por la expansión urbanística y por sus polémicas declaraciones sobre Francisco Franco o la División Azul. Otra polémica fue la decisión de dar nombres de calle a notorios franquistas como Ramón Serrano Suñer o Fernando Herrero Tejedor.
También la oposición de izquierdas en el ayuntamiento, le acusó de corrupción por los contrato de concesión de obras públicas.
En la época que ejerció de Consejero Delegado de Castellón Cultural, fue duramente criticado, hasta que el Gobierno Valenciano lo cesó del cargo en diciembre de 2012.